# Mesocletodes bodini
Mesocletodes bodini är en kräftdjursart. Mesocletodes bodini ingår i släktet Mesocletodes och familjen Argestidae. Inga underarter finns listade i Catalogue of Life.